# 逢萌
逢萌（?—?），字子康。北海郡都昌县（今山东省昌邑县）人。东汉隐士。
逢萌家境贫寒，在县供职，为亭长。县尉经过亭，逢萌候迎拜见，既而扔掉盾感叹：“大丈夫怎能给别人使唤！”于是长安受学，通《春秋经》。当时王莽杀其子王宇，逢萌对友人说：“三纲断绝了！不离开，就会赶上灾祸。”于是解冠挂东都城门，回家，率领家属渡海，客居辽东郡。
逢萌善推阴阳祸福。预知王莽将败，头戴瓦盆先为王莽哭丧于市：“新啊新啊！”于是躲了起来。汉光武即位，他隐居琅邪郡劳山养志修道。人都被他的道德感化。
北海郡太守一向听说逢萌高尚，派官吏拜见致礼，逢萌不答谢。太守怀恨而将他捕拿。官吏叩头说：“逢子康大贤，天下共知，他所在之处，人们尊敬如父，去了一定抓不到，只是自己受辱。”太守打怒，把他捕入狱中，再派其他官吏。走到劳山，当地人都用兵弩保卫逢萌。官吏被伤流血，逃了回来。后来诏书征召逢萌，逢萌自称年老，经常迷路。朝廷曾多次征召，固辞不受，以长寿而终。
逢萌与同郡徐房、平原郡李子云、王君公相友善，并晓阴阳，身怀道德行为放荡。徐房与李子云养徒各千人，王君公遇到乱世没有走，卖牛隐藏自己。时人称他：“避世墙东王君公。”        
元杂剧全名《东都门逢萌挂冠》或《神武门逢萌挂冠》，姚守中作，《录鬼簿》、《太和正音谱》著录。

## 延伸阅读
[在维基数据编辑]
 《後漢書·卷83》，出自范晔《後漢書》
 《東觀漢記》